# 劉智明 (神經外科專家)
劉智明烈士（1968年12月28日—2020年2月18日），男，汉族，湖北十堰人，医学博士，主任医师、教授。生前任武汉市武昌医院党委副书记、院長。中国神經外科專家，擅長顱腦外傷、顱內腫瘤、腦血管病的診斷和治療。

## 生平
1968年12月28日，刘智明出生在湖北省十堰市。1991年畢業於湖北医科大学 (今武漢大學醫學部)，获临床医学学士学位，后在武汉大学在职攻读医学硕士和博士学位，导师是武汉大学中南医院神经外科专家袁先厚教授。早年曾在武漢市第三醫院任副院長，后于武昌醫院任院長、主任醫師。
2020年2月18日10時30分因感染2019新型冠状病毒肺炎去世，終年51歲。他是2019新型冠状病毒肺炎疫情期间首位殉职的医院院长。
2020年2月25日报道，湖北省委决定追授刘智明同志“全省优秀共产党员”称号。
2020年4月，湖北省人民政府评定刘智明等14名牺牲在新冠肺炎疫情防控一线的人员为首批烈士。
2020年9月，被中共中央、国务院、中央军委追授“全国抗击新冠肺炎疫情先进个人”。